# 1848 dans le catholicisme
Chronologie du catholicisme
- 1844
- 1845
- 1846
- 1847
- 1848
- 1849
- 1850
- 1851
- 1852

Cet article présente les faits marquants de l'année 1848 dans le catholicisme.

## Évènements
- 20 janvier : Création d'un cardinal par Pie IX.
- 14 mars : le pape Pie IX octroie une constitution à ses États.
- 21 octobre au 16 novembre : La conférence épiscopale de Wurtzbourg, une réunion de travail de quatre semaines des évêques catholiques allemands, considérée comme la naissance des conférences épiscopales allemande et autrichienne.
- 15 novembre : À Rome, assassinat du ministre de Pie IX, Pellegrino Rossi, suscitant l’émeute des démocrates.
- 24 novembre : Contraint de former un ministère démocrate, Pie IX se réfugie à Gaëte d’où il annule toutes les décisions prises par le nouveau ministère. Une Constituante proclame la fin du pouvoir temporel du pape et une République romaine dirigée par un triumvirat.

## Décès
- 27 juin : Denys Affre, prélat français, archevêque de Paris, tué lors des Journées de Juin (° 27 septembre 1793)